# 더 크리틱

더 크리틱의 한 장면(00:56)

더 크리틱(The Critic)은 미국에서 제작된 어니스트 핀토프 감독의 1963년 애니메이션, 코미디 영화이다. 멜 브룩스 등이 주연으로 출연하였다.
1964년 아카데미상 시상식에서 아카데미 단편 애니메이션상을 수상했다.

## 출연

### 주연
- 멜 브룩스